# 中國民間檔案館
《中國民間檔案館》，2023年12月在美國成立，網站旨在提供被中国政府封鎖的歷史資料，提供中國民眾及歷史研究者查閱。收錄檔案資料，期間涵蓋1949年中华人民共和国成立到2022年中华人民共和国政府解封清零政策，包含「大躍進」運動引發的飢荒、“文化大革命”的暴力與權力鬥爭、1989年天安門廣場清场事件等